# الأربعين في أصول الدين (الرازي)
كتاب الأربعين في أصول الدين للمؤلف: الإمام فخر الدين الرازي، في علم الكلام.
الإمام فخر الدين الرازي، المتوفى في مدينة «هراة» سنة ست وستمائة من الهجرة، وهو كان شافعي المذهب أشعري العقيدة وكان مبدأ اشتغاله بالعلم على والده الشيخ «عمر» الملقب بضياء الدين وخطيب الرازي، أما مولده فكان في سنة أربع وأربعين وخمسمائة في مدينة الري.
وهذا الكتاب من أقيم المصنفات في علم الكلام ولهذا كان محطاً لأنظار أهل العلم، وذلك لما احتواه من أسرار المعالم الحُكمية والحكمية، ومن حقائق المباحث العقلية والنقلية، ومن شروحات في المسائل الإلهية، ومادته بالتالي موزعة على قسمين:
- القسم الأول: احتوى على ستة وعشرين مسألة في مواضيع منها: حدوث العالم، في أن المعدوم ليس بشيء، في إثبات العلم بالصانع، في أن الله قديم أزلي باق سرمدي، في أن الله ليس بمتميز، في بيان كونه تعالى قادراً أو متكلماً، في بقاء الله، في كونه تعالى حياً، في بيان أن صانع العلم سبحانه وتعالى واحد، في خلق الأفعال، في أنه لا يجوز أن تكون أفعال الله وأحكامه معللة بعلة البتة.
- القسم الثاني: فاحتوى على أربعة عشر فصلاً تحدث فيها عن: إثبات الجوهر الفرد، حقيقة النفس، في إثبات الخلاء، في المعاد، في عصمة الأنبياء عليهم الصلاة والسلام، في إثبات نبوة محمد ﷺ ، في أن الأنبياء أفضل من الملائكة، في كرامات الأولياء، في أحكام الثواب والعقاب، في أن وعيد الفساق منقطع، في شفاعة نبينا محمد ﷺ ، في أن التمسك بالدلائل اللفظية هل يفيد اليقين أم لا؟ في الإمامة، في ضبط المقدمات التي يمكن الرجوع إليها في إثبات المطالب العقلية وهي خاتمة الكتاب.